# Gymnometriocnemus terrestris
Gymnometriocnemus terrestris är en tvåvingeart som beskrevs av Maurice Emile Marie Goetghebuer och August Friedrich Thienemann 1941. Gymnometriocnemus terrestris ingår i släktet Gymnometriocnemus och familjen fjädermyggor. Inga underarter finns listade i Catalogue of Life.